# Иван, Давид
Давид Иван (словац. Dávid Ivan; род. 26 февраля 1995, Братислава) — словацкий футболист, полузащитник австрийского клуба «Вимпассинг».

## Клубная карьера
Иван начал свою карьеру выступая за юношеские команды клубов «Шаля» и «Нитра». В 2013 году его заметили скауты итальянской «Сампдории» и пригласили в клуб. 23 августа 2015 года в матче против «Карпи» Давид дебютировал в итальянской Серии A. 20 декабря в поединке против «Палермо» он забил свой первый гол за «Сампдорию». Всего за «Сампдорию» сыграл 21 матч в Серии А и одну игру в Лиге Европы в сезоне 2015/16, затем только играл на правах аренды за клубы низших лиг.
Летом 2016 года Давид ушёл в аренду в «Бари». 27 августа в матче против «Читтаделла» он дебютировал в Серии B, а всего провёл 8 матчей за клуб. Затем числился в клубе Серии В «Про Верчелли» и играл за клуб Серии С «Вис Пезаро».
В 2019 году подписал контракт с «Кьево», игравшим в Серии В, но за полтора сезона провёл только один кубковый матч.
В феврале 2021 года отдан в аренду в клуб чемпионата Белоруссии «Динамо-Брест». Дебютировал за клуб 14 марта 2021 года против речицкого «Спутника». Стал основным игроком клуба. По окончании аренды в июле 2021 года покинул клуб.
В декабре 2021 года вернулся в брестское «Динамо», только уже как свободный агент подписал полноценный контракт с клубом. Новый сезон начал с матчей Кубка Белоруссии против «Витебска», где по сумме двух матчей вылетели с турнира. Первый матч в Высшей Лиге сыграл 19 марта 2022 года против солигорского «Шахтёра».
В феврале 2023 года футболист перешёл в тиранское «Динамо Сити».